# 麻叶千里光
麻叶千里光（学名：Senecio cannabifolius）为菊科千里光属的植物。分布于朝鲜、日本、俄罗斯、远东、阿留申群岛以及中国大陆的黑龙江、吉林、内蒙古等地，生长于海拔150米至1,000米的地区，常生长在草地、林下以及林缘。

## 别名
宽叶还魂草（东北植物检索表）

## 异名
- Senecio cannabifolius Less. var. integrifolius (Koidz.) Kitam.